# Distrito de Tambo (La Mar)
El distrito de Tambo es uno de los nueve distritos que conforman la provincia de La Mar, ubicada en el departamento de Ayacucho, bajo la administración del Gobierno Regional de Ayacucho, en el Perú.
El distrito de Tambo se encuentra ubicado en la provincia de La Mar, Departamento de Ayacucho. Su ámbito territorial está comprendida entre las altitudes que van desde los 2,800 m s. n. m. hasta los 4,600 m s. n. m. Las coordenadas geográficas del distrito se encuentran entre los 2°56′40″ de latitud sur y los 74°1′6″ de longitud oeste del meridiano de Greenwich. 

## Historia
Reseña histórica del Distrito del Tambo, provincia La Mar del departamento de Ayacucho
Los habitantes de Tambo son descendientes de los grupos étnicos Pokras y Huamanies; tribus de la raza Chanka. Que al ser derrotados por el Inca Yupanqui llegaron al lugar que hoy es el Distrito de Tambo y que el año 1324 lo bautizaron con el nombre de TAMPUSO (tambo etimológicamente provienen del quechua: “tampus” que significa “lugar de descanso”). 
A continuación detallamos los procesos históricos que vivió el distrito Tambo como parte del periodo de desarrollo de las Culturas regionales. 
PRE INCA
Constituido por la cultura HUARPA entre los años de 100 a 500 a. C. cuyos vestigios se encuentran en CHUQUIHUALA, NINABAMBA.
Durante los años  (500 a 1100) formó parte del IMPERIO WARI (Horizonte medio), cuyas evidencias arqueológicas son ARQAMPATA y PATIBAMBA conocido como INKARACCAY.
La provincia de la mar formó parte del estado CHANKA (1100 a 1400 e Intermedio Tardío), es así que encontramos restos arqueológicos a lo largo del VALLE DE TOROBAMBA, entre PATIBAMBA y MAGNUPAMPA que fue la resistencia ante la invasión de los incas.
Datan de esta época los asentamientos humanos dispuestos en pequeñas aldeas o pueblos con un esquema de vida rural y campesina organizada, principalmente al fondo de los valles en las terrazas agrícolas. Los pueblos eran edificados en las partes más altas y escarpadas de los cerros y colinas con visión panorámica y fácil comunicación con señales con la finalidad de defenderse de los enemigos. Cada pueblo tenía 200 construcciones como máximo.
Las construcciones de las casas eran circulas y rectangulares y este último eran distintas de la población como vigilancia y observancia. También existían estructuras funerarias llamadas chulpas y las construcciones con profundidad para almacenar alimentos. En cuanto a la cerámica se encuentra QACHISQO asociado con los sitios arqueológicos a los grupos Tanta ORQO y AQUILLA.
Asimismo la cerámica AYA ORQO es una manufactura de objetos de color rojo con líneas negras y blancas de objetos como vasos y ollas que se encuentran en tambo.
Los CHANKAS eran guerreros con pretensiones expansionistas territoriales y encuentran su enemigo principal en la región inca, sin embargo, fueron dominados en la época del Inca PACHACUTEC, convirtiéndose en la acción que provoca la formación del Imperio del TAHUANTINSUYO.
ÉPOCA INCA
La existencia de vestigios de Huacas, del AYA URCCO y del HUAYANAY en los caseríos adyacentes a San Miguel y Tambo, son irrefutables testimonios arqueológicos, como el quinto que era la cabeza de la gobernación que ejercía como jefatura sobre los demás. Después de la guerra entre la nación CHANKA e INCA, ganando el Inca se establecieron para su total dominación en los actuales territorios de La mar, los llamados mitimaes, que consistía que los habitantes de esta zona han sido llevados a lugares muy lejanos y en sus lugar han traído pobladores de otras regiones para poblar.
TAMBO Y LA INFLUENCIA DE LA ÉPOCA COLONIAL
San Miguel fue la base de la evangelización de la selva AYACUCHANA – CUZQUEÑA, cuyo puerto era el actual distrito Tambo, enlazando las iglesias de ANCO y CHUNGUI se ingresaban hacia las regiones más agrestes de la región. La jesuitas convirtieron el valle de TOROBAMBA en la principal fuente de ingresos a base de producción de frutas y mientras para mantener las regiones. Entre 1784 y 1825 fue parte de la intendencia del corregimiento de Huamanga. Son vestigios de esta época las iglesias de COCHAS y NINABAMBA.
En resumen el distrito de Tambo tiene origen nativo y ancestral puesto que en su territorio se han desarrollado culturas como los Chankas, Warpas y Waris. Existen restos arqueológicos en las alturas de Huaytapallana, Usmay, Challhuamayo y Masinga. También existen restos y vestigios de huaca en los adyacentes son irrefutables testimonios arqueológicos de la existencia de estos grupos sociales que se dedicaban a la crianza de animales y al cultivo de Maíz y Papa. 
TAMBO EN LA ÉPOCA REPUBLICANA
Tambo fue creado como Distrito durante el inicio de la República tras el término de la época de Independencia del Perú, Perteneció en primera instancia a la independencia de Huanta, siendo su capital San Juan Bautista de Tambo, posteriormente en el año 1887 con la reducción del departamento a 6 provincias, el distrito de Tambo queda incorporado a la provincia de La Mar. El 2 de julio de 1920 durante el Gobierno de Augusto B. Leguía es elevado a la categoría de Villa, a través de la Ley N 0361 emitida por el congreso regional de Huancayo y reconocido como distrito el 24 de junio de 1825 por el Congreso de la República.
En los años ochenta y noventa estuvo convulsionado por la guerra interna, sin embargo su espíritu combativo y su ubicación estratégica permite definir igualmente las formas de respuesta y organización contra el sendero luminoso y la pobreza .
El crecimiento del capital del Distrito de Tambo es a consecuencia de la migración de los grandes desplazamientos en la década de 1980-90 en búsqueda de refugio tanto de la sierra y selva. Gracias a este fenómeno poblacional y la respuesta de servicios que consolida actualmente su economía.

## División administrativa

### Centros poblados
- Urbanos
  - Tambo, ubicado a 3.319 m s. n. m.

## Autoridades

### Municipales
- 2023 - 2026[1]
  - Alcalde: Juan Richard Torre Pérez, de movimiento regional gana Ayacucho.
  - Regidores:

  1. Luciano Prado Flores (Qatun Tarpuy)
  2. Marisol Vargas Cárdenas (Qatun Tarpuy)
  3. Alfredo Mauri Cáceres (Qatun Tarpuy)
  4. Rubén Palomino Borda (Qatun Tarpuy)
  5. Luis Arturo Espinoza Guerreros (Musuq Ñan)

Alcaldes anteriores
- 2015 - 2018: Julio César Coz Torre, del Movimiento Político Regional Musuq Ñan - Ayacucho.
- 2011 - 2014: Jorge Gerardo Espino Flores, del Movimiento Independiente Regional Todos con Ayacucho.
- 2007 - 2010: Ciro Gavilán Palomino.
- 1990 - 1993: Félix Muñoz Condori, conocido por su pueblo como el gallo, condujo el destino de su Distrito en la época más convulsionada del terrorismo, quienes atentaron contra su vida al inicio de su periodo edil.

## Festividades
- Junio
  - 24: Día del Pueblo.
- Agosto
  - Herranza
- noviembre 
  - todo los santos
- Diciembre
  - 8: Virgen Inmaculada Concepción, Fiesta Patronal.